# Misticismo quantico
Il misticismo quantico  è un termine che si usa per riferirsi a un insieme di credenze metafisiche e pratiche associate che ricercano una coscienza, intelligenza e visioni mistiche del mondo in relazione alle idee della meccanica quantistica e alle sue interpretazioni.
Il termine, in origine, nasce dai fondatori della teoria quantistica agli inizi del XX secolo quando si dibatteva sulle interpretazioni e implicazioni di questa nascente teoria, che sarebbe diventata la meccanica quantistica.
Il misticismo quantico è considerato pseudoscienza anche se molti dei fisici quantistici diedero un'interpretazione mistica alle loro scoperte.
Uno di questi, David Bohm, profondamente influenzato da Jiddu Krishnamurti, propose un'interpretazione della meccanica quantistica nel suo libro "Wholeness and the Implicate Order".

## IlFundamental Fysiks Group
Nel Maggio 1975, Elizabeth Rauscher, ricercatrice di fisica teorica e di parapsicologia, presso il Lawrence Berkeley National Laboratory, Lawrence Livermore National Laboratory, il Stanford Research Institute, e alla NASA fondò un gruppo informale di fisici (dottorandi e accademici), che comprendeva fisici come Henry Stapp, Fred Alan Wolf, Nick Herbert, Fritjof Capra, John Clauser, Philippe Eberhard, Saul-Paul Sirag e George Weissman.
Dopo breve tempo, il fisico italo-americano Jack Sarfatti divenne il principale animatore del “ Fundamental Fysiks”,  nato al Lawrence Berkeley National Laboratory negli anni ‘70.
Numerosi fisici in quel periodo persero la loro occupazione quando l’iniziale domanda del primo dopoguerra andò declinando negli anno dal 1968 al 1972. Le nozioni della fisica teorica erano considerevolmente mutate, unitamente ad un rinnovato interesse per gli studi a carattere storico e filosofico che fu proprio del Sessantotto, sia nella cultura di massa che nel mondo accademico. Gli ex studenti vantavano nel loro bagaglio culturale e formativo conoscenze minime o nulle di filosofia e di metafisica, a meno di un personale interesse sviluppato per queste materie a seguito degli studi scientifici. Fu così che il Fundamental Fysiks Group, composto da PhD in fisica teorica, pubblicarono con successo articoli relativi ai temi dello stato di coscienza, della metafisica e del misticismo quantico.
In modo particolare, il teorema di non-località ed il fenomeno sperimentale entanglement quantistico, furono motivo di discussioni e interrogativi inerenti alla parapsicologia e alla telepatia. Kaiser scrisse che il gruppo di Sarfatti fornì una veste scientifica a numerose idee di frontiera. Il gruppo riteneva possibile dal punto di vista teorico una comunicazione superluminale, discussioni che portarono alla formulazione del teorema di no-cloning quantistico, poi divenuto un importante risultato teorico della crittografia quantistica. 

In modo simile, il gruppo sviluppò le possibili implicazioni a livello teorico del Teorema di Bell nel vasto campo dell'informatica quantistica. In accordo con lo storico della scienza Robert P. Crease e con il fisico Alfred Scharff Goldhaber, ad eccezione di una breve citazione nel 1966, il teorema di Bell "non fece la sua comparsa nei testi ufficiali di fisica, finché il Fundamental Fysiks Group non ne mostrò il potenziale impatto teorico ed applicativo".
Tuttavia, anche negli anni ’70-’80, di formale disoccupazione diffusa dei fisici teorici, Kaiser annotò che esisteva un forte interesse del governo federale, per tramite della CIA e della Defense Intelligence Agency nel finanziare il programma di ricerche ESPionage, condotte dal Stanford Research Institute. Il programma di ricerca verteva sulle studio, sulla possibilità di sviluppo e di “addestramento replicabile” di facoltà  paranormali come la telepatia e il remote viewing, da utilizzare in tempo di pace e/o in teatri bellici. Kaiser soprannominò “house theorist” Sarfatti e il suo gruppo di ricercatori. Il gruppo divenne celebre a San Francisco. Il City of San Francisco Magazine dedicò due righe alla loro attività nel 1975, quando Francis Ford Coppola assunse la direzione della rivista. L’articolo comprendeva una fotografia di Sarfatti, Saul-Paul Sirag, Fred Alan Wolf e Nick Herbert, mentre discutono del modo in cui "poter entrare in trance, utilizzare la telepatia, [e] scendere nel proprio subconscio nel corso di esperimenti sulla propria mobilità psichica". Un numero del North Beach Magazine nel 1979 dedicò la copertina a Sarfatti e al suo gruppo di ricerca.